# Підстилаюча поверхня

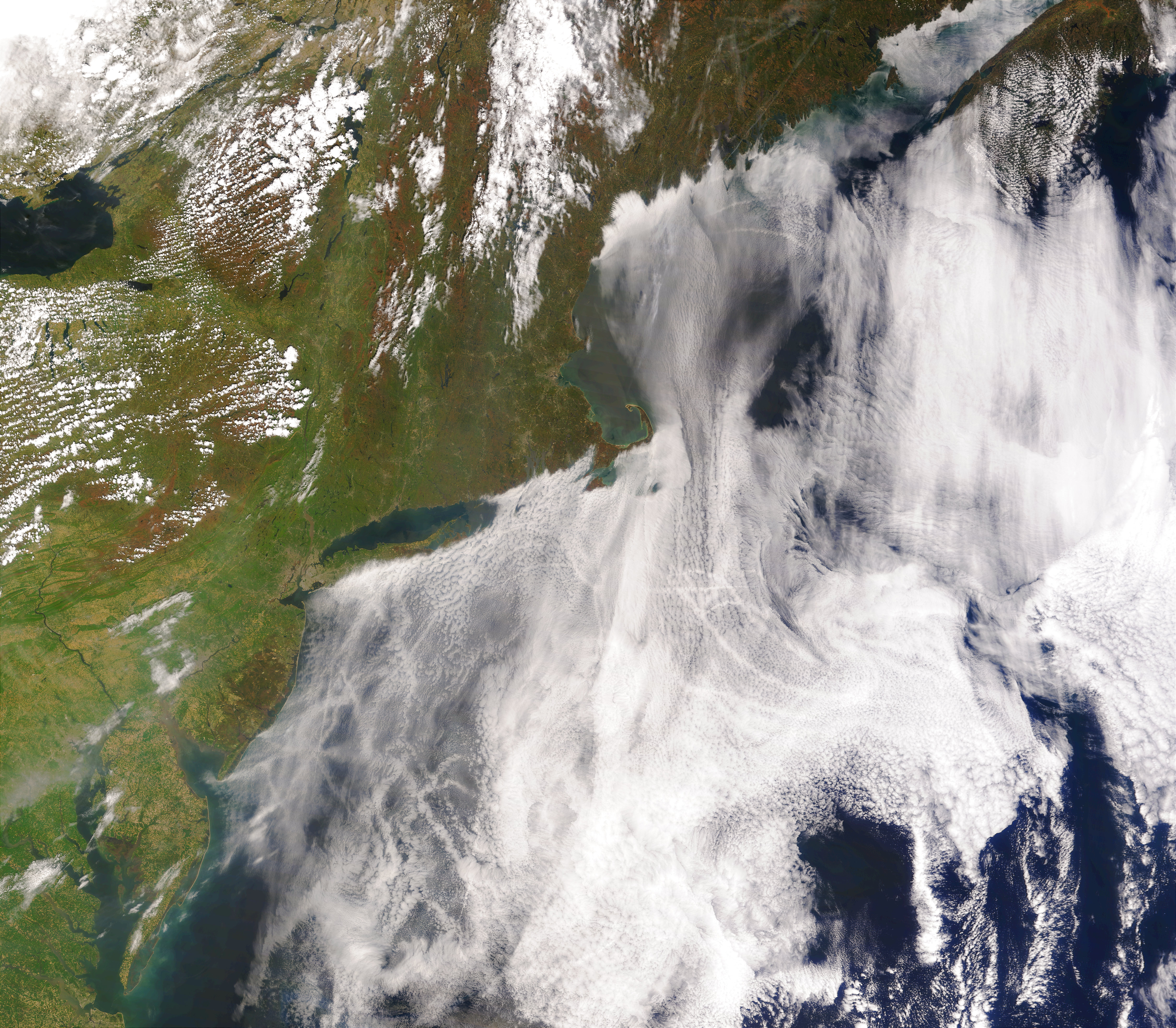
Підстилаюча поверхня відіграє важливу роль у формуванні різних типів повітряних мас

Підстила́юча пове́рхня, підст́ильна пов́ерхня — сукупність природних і перетворених (змінених та створених людиною) ландшафтів на земній поверхні, що знаходяться у взаємодії з атмосферою в процесі обміну теплом і вологою.

## Структура і роль
На земній кулі переважає водна поверхня (71% її площі), яка справляє значний вплив на формування кліматів Землі. На суходолі підстилаюча поверхня представлена рівнинами та горами різних розмірів та морфоскульптури. На кліматичні умови впливають розвинена річкова мережа, великі заболочені масиви, характер рослинного покриву, зокрема лісові масиви, сніговий покрив тощо. Стан підстилаючої поверхні змінюється протягом року внаслідок чергування періодів вегетації рослин, перетворення вологи в атмосфері, викликаних зміною тривалості дня і ночі та пір року, нагрівання та охолодження, а також ступеня зволоження земної поверхні і атмосфери. Різниця в поглинанні-відбитті (альбедо), витратах та накопиченні променистої енергії Сонця між різними ділянками підстилаючої поверхні впливає на фізичний стан атмосфери, тобто на погоду та клімат. Підстилаюча поверхня відіграє важливу роль у формуванні різних типів повітряних мас, зумовлюючи їхню трансформацію при переміщенні над певною територією. У менших масштабах вона зумовлює місцеві атмосферні циркуляції (бриз, мусони, гірсько-долинні вітри). Вивчення властивостей підстилаючої поверхні (кліматоутворюючого фактору) дає можливість визначити зміни з метою оцінки впливу на стан атмосфери та окремі погодні процеси в ній.

## Температурний режим
Температурний режим підстилаючої поверхні залежить від її теплофізичних властивостей. У ґрунт сонячне випромінювання проникає на глибину менше міліметра, перетворюючись у тепло, яке передається глибше за допомогою теплопровідності. У воду солярна радіація проникає на глибину десятків метрів, а глибше вона передається у вигляді теплового масопереносу (хвилями, течіями), термоконвекції (тепліша вода піднімається вгору через меншу щільність, найбільшу щільність вода має при +4 °C). Ґрунт нагрівається і охолоджується швидко, вода — більш повільно, тому добові і річні коливання на поверхні води набагато менші. Океан — тепловий обігрівач планети.
Добові амплітуди температури ґрунту (різниця між добовими максимумом і мінімумом) залежить від географічної широти точки спостереження і пори року, а також від хмарності на момент спостереження, бо хмари затримують теплообмін земної поверхні з атмосферою. Ще один фактор, що зменшує амплітуду — це рослинний і сніговий покрови, своєрідні термоізолятори. Чим масивніше вони, тим меншими бувають температурні коливання на ґрунті.

## Мікрокліматичний чинник
Підстилаюча поверхня, змінена діяльністю людини (внаслідок вирубування або насадження лісу, зрошування або осушення земель, спорудження будівель тощо), призводить до утворення нових типів мікрокліматів, взаємодія яких впливає на клімат Землі в цілому.

## Вплив на клімат України
Рівнинність території України сприяє вільному проникненню і поширенню над нею помірних морських і континентальних повітряних мас, а також арктичних. Водночас значна протяжність України в меридіональному напрямку зумовлює трансформацію морських повітряних мас у континентальні з просуванням на схід. Бар'єрами на шляху переміщення повітряних мас є Українські Карпати і Кримські гори. Вони перешкоджають проникненню холодного арктичного та помірного континентального повітря в Закарпаття і на Південний берег Криму. Саме тому показники температури повітря взимку в степовій частині Криму можуть бути на 20 °C нижчою, ніж на Південному березі. У горах температури повітря загалом нижчі, ніж на прилеглих рівнинних частинах. Вологе повітря затримується на навітряних схилах гір. Гори посилюють висхідні рухи повітря, над ними формується більша хмарність і випадає більше опадів, ніж на рівнині. Навіть над низькими Донецькою та Приазовською височинами річна сума атмосферних опадів, як і кількість гроз і туманів, більша порівняно з навколишніми районами.